# 珠江单极虫
珠江单极虫（学名：Thelohanellus chukiangensis）为单极科单极虫属的动物。在中国，分布于广东等，营寄生生活，寄生在斑鳢的皮肤粘液。